# Amoreuxia palmatifida
Amoreuxia palmatifida là một loài thực vật có hoa trong họ Bixaceae. Loài này được Moc. & Sessé ex DC. mô tả khoa học đầu tiên năm 1825.